# 大张遗址 (襄汾)
大张遗址，位于山西省临汾市襄汾县南贾镇大张村，是中华人民共和国山西省文物保护单位之一。
2004年6月10日，授予山西省文物保护单位，是一座古遗址。